# Aéroport d'Ivalo
Pour les articles homonymes, voir IVL.
L'aéroport d'Ivalo (code IATA : IVL • code OACI : EFIV) (finnois : Ivalon lentoasema) est le neuvième aéroport de Finlande par le trafic passagers.

## Description

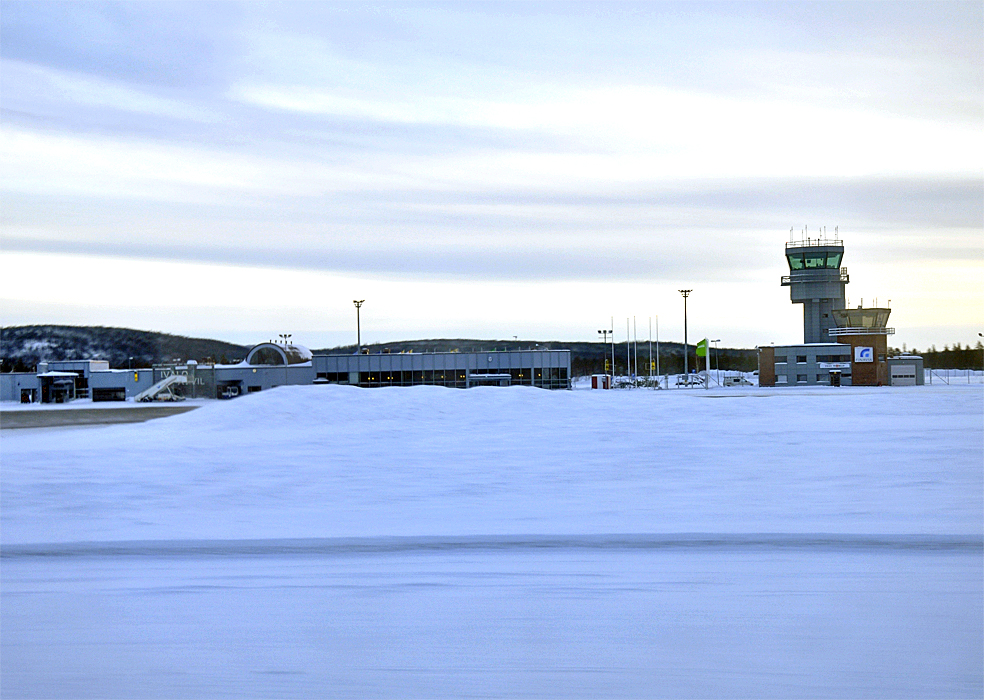
L'aéroport d'Ivalo.

Situé au nord du Cercle Arctique, il dessert la partie nord-est de la Laponie. C'est l'aéroport commercial le plus septentrional du pays. Il est situé à 11 km au sud-ouest de la bourgade d'Ivalo et à 25 km au nord de la station de ski de Saariselkä.
Construit en 1943 par les soldats allemands au cours de la guerre de Continuation, il est dévasté lors du retrait des troupes lors de la guerre de Laponie. Reconstruit en 1950, il accueille dès 1955 des vols réguliers depuis Rovaniemi effectués par Aero Oy, l'ancien nom de Finnair. Les années 1970 voient l'essor du tourisme et le début des vols toute l'année vers la capitale Helsinki.
En 2007, Finnair effectue toujours sans concurrence la principale liaison régulière et transporte environ 80 % des 146 000 voyageurs annuels passant par l'aéroport.

## Situation
| \| 50 km1:2 811 000 \| Enontekiö Helsinki-Malmi Helsinki-Vantaa Ivalo Joensuu Jyväskylä Kajaani Kemi-Tornio Kittilä Kokkola-Pietarsaari Kuopio Kuusamo Lappeenranta Mariehamn Oulu Pori Rovaniemi Savonlinna Tampere Turku Vaasa Varkaus |
| 50 km1:2 811 000 |

## Compagnies et destinations
| Compagnies       | Destinations                            |
| ---------------- | --------------------------------------- |
| Edelweiss Air    | En saison : Zurich                      |
| Finnair          | Helsinki-Vantaa En saison : Kittilä     |
| Lufthansa        | En saison : Francfort                   |
| Transavia France | En saison : Paris-Orly                  |
| TUI Airways      | En saison : Londres-Gatwick, Manchester |
| Titan Airways    | En saison charter : Londres-Stansted    |
| Vueling          | En saison : Paris-Orly                  |

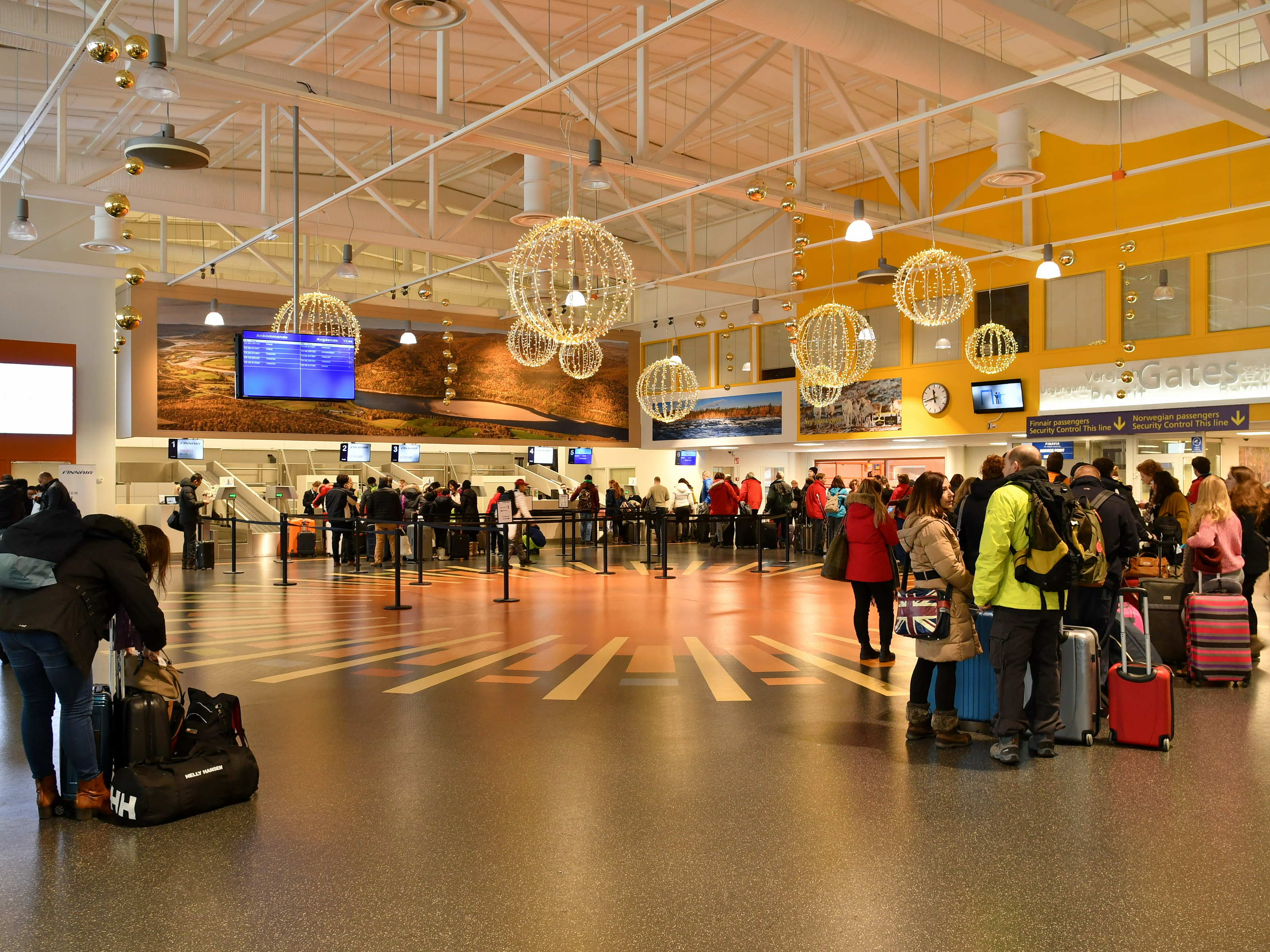
Hall d'enregistrement de l'aéroport d'Ivalo

Édité le 02/01/2019. Actualisé le 28/02/2023.

## Trafic de passagers
Le graphique qui aurait dû être présenté ici ne peut pas être affiché car il utilise l'ancienne extension Graph, désactivée pour des questions de sécurité. Des indications pour créer un nouveau graphique avec la nouvelle extension Chart sont disponibles ici.

Voir la requête brute et les sources sur Wikidata.
| Année | Domestique | International | Total   | Variation |
| ----- | ---------- | ------------- | ------- | --------- |
| 2005  | 123 257    | 28 954        | 152 211 | −1,2 %    |
| 2006  | 121 908    | 31 427        | 153 335 | +0,7 %    |
| 2007  | 117 305    | 28 565        | 145 870 | −4,9 %    |
| 2008  | 113 374    | 24 279        | 137 653 | −5,6 %    |
| 2009  | 110 004    | 20 588        | 130 592 | −5,1 %    |
| 2010  | 92 838     | 19 102        | 111 940 | −14,3 %   |
| 2012  | 121 957    | 23 498        | 145 455 | +15,9 %   |
| 2013  | 117 249    | 29 065        | 146 314 | +0,6 %    |